# میلوش گوردیچ
میلوش گوردیچ (سیریلیک صربی: Милош Гордић؛ زادهٔ ۵ مارس ۲۰۰۰) بازیکن فوتبال اهل صربستان است.
وی همچنین در تیم‌های ملی فوتبال زیر ۲۱ سال صربستان، و صربستان بازی کرده‌است.